# Friedrich-Ebert-Schule (Mannheim)
Die Friedrich-Ebert-Schule mit Kinderhaus in Mannheim-Waldhof wurde vom Architekten Carlfried Mutschler und seinem späteren Partner Joachim Langner geplant und 1966 fertig gestellt. Bauherr war die Stadt Mannheim.

## Rezeption
Nach Darstellung des Mannheimer Stadtbauschreibers Andreas Schenk hat der Schulneubau wegen seines wegweisenden architektonischen und pädagogischen Konzeptes weltweite Beachtung gefunden. Insbesondere sei die Lösung vom rechten Winkel, von der starren Geschossigkeit und die Verwendung freier Formen ein wichtiger Entwicklungsbeitrag für die Architektur gewesen, der noch heute nachwirke. Der Bau habe die Entwicklung der modernen Architektur international nachhaltig beeinflusst. Darüber hinaus sei die Anlage ein architektonisches Gesamtkunstwerk, von der Großform bis ins Detail. Die Gesamtanlage der Friedrich-Ebert-Schule wurde als wichtiger Meilenstein der Architekturgeschichte unter Denkmalschutz gestellt.

## Zukunft
Im April 2019 hat eine Generalsanierung mit Umbau in einer Ganztags-Grundschule begonnen. Der erste Bauabschnitt soll im Mai 2021 abgeschlossen sein. Ebenfalls bis 2021 soll die Umnutzung der ehemaligen Grundstufe in eine Kindertagesstätte mit acht Gruppen folgen.[veraltet] Die Zukunft des Kinderhauses ist ungewiss. Die Planung übernahm das Nachfolgebüro Mutschlers, Schwöbel + Partner. Ludwig Schwöbel hatte sich mit Erfolg für das abrissbedrohte Denkmal eingesetzt.

## Auszeichnungen
- 1969 Auszeichnung Guter Bauten des BDA BAWUE[5]
- 1970 Hugo-Häring-Preis des BDA BAWÜ[5]
- 1977 Großer BDA Preis[5]